# Arturo II di Bretagna
Arturo II di Bretagna (2 luglio 1262 – Marzan, 27 agosto 1312) è stato visconte di Limoges, per diritto di matrimonio dal 1275 al 1301, conte di Richmond nel 1286, visconte di Leon dal 1293, duca di Bretagna, Pari di Francia e conte di Penthièvre dal 1305 e conte di Montfort-l'Amaury, per diritto di matrimonio dal 1311 fino alla sua morte.

## Origine
Secondo il Chronicon Kemperlegiense, Stephani Baluzii Miscellaneorum, Liber I, Collectio Veterum, Arturo era il figlio primogenito del Duca di Bretagna, Conte di Richmond e Conte di Penthièvre, Giovanni II e di Beatrice d'Inghilterra, la quale secondo gli Annales Londonienses era la figlia del re d'Inghilterra, duca d'Aquitania e Guascogna, Enrico III e di Eleonora di Provenza (quest'ultima era la figlia secondogenita del conte di Provenza e conte di Forcalquier, Raimondo Berengario IV (1198 – 1245), e della moglie, Beatrice di Savoia (1206 – 1266), come risulta dalla cronaca del monaco benedettino inglese, cronista della storia inglese, Matteo Paris (1200 – 1259), quando ne descrive il matrimonio con il re d'Inghilterra, Enrico III e anche dal documento n° 99 del Peter der Zweite Graf von Savoyen, Markgraf in Italien, sein Haus und seine Lande dello storico, Johann Ludwig Wurstemberger).
Sia secondo il Cartulaire de l'abbaye de Sainte-Croix de Quimperlé, che secondo il Chronicon Kemperlegiense, Stephani Baluzii Miscellaneorum, Liber I, Collectio Veterum, Giovanni II di Bretagna era il figlio maschio primogenito del Duca reggente di Bretagna, Conte di Richmond e Conte di Penthièvre, Giovanni I e della moglie Bianca di Navarra, che, secondo la Chronica Albrici Monachi Trium Fontium, era figlia di Tebaldo il Saggio, re di Navarra (Tebaldo I) e conte di Champagne (Tebaldo IV), e di Agnese di Beaujeu, che era figlia di Guiscardo IV signore di Beaujeu e di Sibilla di Hainaut, precisando che Agnese di Beaujeu era cugina prima di Luigi VIII di Francia e compagna di giochi di Luigi IX il Santo, alla corte di Parigi.

## Biografia
Secondo il Chronicon Kemperlegiense, Stephani Baluzii Miscellaneorum, Liber I, Collectio Veterum, Arturo era nato nel 1262.
Nel 1275, Arturo divenne visconte di Limoges per diritto di matrimonio con la viscontessa di Limoges, Maria, il documento n° CXXXIX del Recueil d'actes inédits des ducs et princes de Bretagne (XIe, XIIe, XIIIe siècles) ci conferma con questo matrimonio la viscontea di Limoges passava sotto il controllo della Casa di Dreux e il nonno di Arturo, Giovanni I pagò un indennizzo di 15.000 Livre tournois alla madre di Maria, Margherita di Borgogna, reggente della viscontea.
Alla morte della moglie' Maria, divenne visconte di Limoges il figlio, Giovanni e Arturo fu reggente della viscontea sino al 1301, quando Giovanni raggiunse la maggior età.
Nel 1293, Arturo divenne visconte di Leon.
Nel 1304, suo padre, Giovanni II (Jehan Duc de Bretaigne Comte de Richemond) fece testamento lasciando tra le altre disposizioni anche quella che Arturo e suo fratello, Giovanni, avrebbero dovuto organizzare una crociata (cosa che per vari motivi non fu mai portata a termine); il testamento è riportato nelle Mémoires pour servir de preuves à l´histoire ecclésiastique et civile de Bretagne, Tome I.
Suo padre, Giovanni II morì l'anno dopo, nel 1305, a Lione durante le celebrazioni per l'incoronazione di Papa Clemente V. Giovanni, il 13 novembre, stava conducendo il cavallo del papa tra la folla: molti spettatori si erano arrampicati in cima a delle mura; uno di questi muri non resse e cadendo travolse il duca Giovanni II, Carlo di Valois e disarcionò il papa; tutti e tre riportarono delle ferite, ma Giovanni II (Joannes dux Britanniæ) morì alcuni giorni dopo a Lione (in Lugduno), come ci confermano le Mémoires pour servir de preuves à l'Histoire ecclésiastique et civile de Bretagne, Tome I e, nel ducato di Bretagna e nella contea di Penthièvre, gli succedette Arturo (Arturus eius filius), mentre la contea di Richmond, poco dopo la consegnò a suo fratello, Giovanni di Bretagna.
In quello stesso anno, il re di Francia, Filippo IV il Bello, oltre che a riconoscerlo duca di Bretagna e conte di Penthièvre, lo elevò a Pari di Francia.
Come duca, Arturo si mostrò indipendente dalla corona francese. Il suo regno fu tranquillo e di corta durata. Nel 1309 convocò per la prima volta gli Stati Generali (antenati del parlamento bretone), e per la prima volta nella storia della Francia (sensu lato) che fu rappresentato anche il Terzo Stato.
Nel 1311, Arturo divenne  conte di Montfort-l'Amaury per diritto di matrimonio, in quanto in quell'anno la sua seconda moglie, Iolanda di Dreux, succedendo alla madre, Giovanna di Chateaudun, divenne contessa di Montfort-l'Amaury.
Arturo II morì a Château de L'Isle, nel 1312, il 15 agosto (Kalendis Augusti) e fu sepolto in una tomba marmorea nel convento dei Cordeliers a Vannes (in ecclesia fratrum minorum Venetensium) come ci confermano le Mémoires pour servir de preuves à l'Histoire ecclésiastique et civile de Bretagne, Tome I.
Benché vandalizzata durante la rivoluzione francese, la sua tomba si è salvata e, restaurata, è tuttora ammirabile.
 Ad Arturo succedette il figlio di primo letto Giovanni.

## Matrimoni e discendenza
Nel 1275, Arturo, secondo il Majus Chronicon Lemovicense, aveva sposato Maria, viscontessa di Limoges, figlia del visconte di Limoges Guido VI e della moglie, Margherita di Borgogna, come ci viene confermato dal Anonymum S Martialis Chronicon, figlia del Duca di Borgogna e re titolare di Tessalonica, Ugo IV di Borgogna e di Yolanda di Dreux.
Arturo da Maria ebbe tre figli:
- Giovanni (8 marzo 1286 – 30 aprile 1341), Duca di Bretagna[20]
- Guido, conte di Penthièvre (1287–1331) e padre di Giovanna di Penthièvre[21]
- Pietro (1289–1312)[22].

Maria morì nel 1291 e nel maggio dell'anno successivo Arturo si sposò, in seconde nozze, come risulta dalle Mémoires pour servir de preuves à l'Histoire ecclésiastique et civile de Bretagne, Tome I, con Iolanda di Dreux, che secondo il Florentii Wigorniensis monachi Chronicon era figlia di Roberto IV di Dreux e di Beatrice di Montfort, era stata anche, per un breve periodo, regina di Scozia, come seconda moglie di Alessandro III di Scozia.
Arturo da Iolanda ebbe sei figli:
- Giovanna, (1294-1363), sposò Roberto († 1331), signore di Marle e Cassel[21]
- Giovanni, (nato nel 1295), Duca di Bretagna[25]
- Beatrice, (nata nel 1295-1384), sposò Guido X, signore di Laval
- Alice (1297–1377), sposò Bouchard VI, Conte di Vendôme[26]
- Bianca (1300), morta infante[27]
- Maria (1302–1371), suora[28].

## Ascendenza
|                          |                        |                                    | Genitori                 |  |  | Nonni |  |  | Bisnonni             |  |  | Trisnonni           |  |
|                          |                        |                                    |                          |  |  |       |  |  | Pietro I di Bretagna |  |  | Roberto II di Dreux |  |
|                          |                        |                                    |                          |  |  |       |  |  | Pietro I di Bretagna |  |  | Roberto II di Dreux |  |
|                          |                        | Yolanda di Coucy                   |                          |  |  |       |  |  | Pietro I di Bretagna |  |  |                     |  |
| Giovanni I di Bretagna   |                        |                                    |                          |  |  |       |  |  | Pietro I di Bretagna |  |  |                     |  |
|                          |                        | Alice di Thouars                   | Guido di Thouars         |  |  |       |  |  |                      |  |  |                     |  |
|                          |                        | Alice di Thouars                   | Guido di Thouars         |  |  |       |  |  |                      |  |  |                     |  |
|                          |                        | Alice di Thouars                   | Costanza di Bretagna     |  |  |       |  |  |                      |  |  |                     |  |
| Giovanni II di Bretagna  |                        | Alice di Thouars                   |                          |  |  |       |  |  |                      |  |  |                     |  |
|                          |                        | Tebaldo I di Navarra               | Tebaldo III di Champagne |  |  |       |  |  |                      |  |  |                     |  |
|                          |                        | Tebaldo I di Navarra               | Tebaldo III di Champagne |  |  |       |  |  |                      |  |  |                     |  |
|                          |                        | Tebaldo I di Navarra               | Bianca di Navarra        |  |  |       |  |  |                      |  |  |                     |  |
| Bianca di Navarra        |                        | Tebaldo I di Navarra               |                          |  |  |       |  |  |                      |  |  |                     |  |
|                          |                        | Agnese di Beaujeu                  | Guiscardo IV di Beaujeu  |  |  |       |  |  |                      |  |  |                     |  |
|                          |                        | Agnese di Beaujeu                  | Guiscardo IV di Beaujeu  |  |  |       |  |  |                      |  |  |                     |  |
|                          |                        | Agnese di Beaujeu                  | Sibilla di Hainaut       |  |  |       |  |  |                      |  |  |                     |  |
| Arturo II di Bretagna    |                        | Agnese di Beaujeu                  |                          |  |  |       |  |  |                      |  |  |                     |  |
|                          | Giovanni d'Inghilterra | Enrico II d'Inghilterra            |                          |  |  |       |  |  |                      |  |  |                     |  |
|                          | Giovanni d'Inghilterra | Enrico II d'Inghilterra            |                          |  |  |       |  |  |                      |  |  |                     |  |
|                          | Giovanni d'Inghilterra | Eleonora d'Aquitania               |                          |  |  |       |  |  |                      |  |  |                     |  |
| Enrico III d'Inghilterra | Giovanni d'Inghilterra |                                    |                          |  |  |       |  |  |                      |  |  |                     |  |
|                          |                        | Isabella d'Angoulême               | Ademaro III d'Angoulême  |  |  |       |  |  |                      |  |  |                     |  |
|                          |                        | Isabella d'Angoulême               | Ademaro III d'Angoulême  |  |  |       |  |  |                      |  |  |                     |  |
|                          |                        | Isabella d'Angoulême               | Alice di Courtenay       |  |  |       |  |  |                      |  |  |                     |  |
| Beatrice d'Inghilterra   |                        | Isabella d'Angoulême               |                          |  |  |       |  |  |                      |  |  |                     |  |
|                          |                        | Raimondo Berengario IV di Provenza | Alfonso II di Provenza   |  |  |       |  |  |                      |  |  |                     |  |
|                          |                        | Raimondo Berengario IV di Provenza | Alfonso II di Provenza   |  |  |       |  |  |                      |  |  |                     |  |
|                          |                        | Raimondo Berengario IV di Provenza | Garsenda di Provenza     |  |  |       |  |  |                      |  |  |                     |  |
| Eleonora di Provenza     |                        | Raimondo Berengario IV di Provenza |                          |  |  |       |  |  |                      |  |  |                     |  |
|                          |                        | Beatrice di Savoia                 | Tommaso I di Savoia      |  |  |       |  |  |                      |  |  |                     |  |
|                          |                        | Beatrice di Savoia                 | Tommaso I di Savoia      |  |  |       |  |  |                      |  |  |                     |  |
|                          |                        | Beatrice di Savoia                 | Margherita di Ginevra    |  |  |       |  |  |                      |  |  |                     |  |
|                          |                        | Beatrice di Savoia                 |                          |  |  |       |  |  |                      |  |  |                     |  |

### Fonti primarie
- (LA) Chronicles of the reigns of Edward I. and Edward II, Annales Londonienses..
- (LA) Monumenta Germaniae Historica, Scriptores, tomus XXIII (archiviato dall'url originale il 13 giugno 2018)..
- (LA) Rerum Gallicarum et Francicarum Scriptores, tomus XXI..
- (LA) Mémoires pour servir de preuves à l´histoire ecclésiastique et civile de Bretagne, Tome I..
- (FR) Recueil d'actes inédits des ducs et princes de Bretagne (XIe, XIIe, XIIIe siècles)..
- (LA) Cartulaire de l´abbaye de Sainte-Croix de Quimperlé..
- (LA) Florentii Wigorniensis Monachi Chronicon, Tomus II, Continuatio..
- (LA) Chroniques de Saint-Martial de Limoges..
- (LA) Matthæi Parisiensis, Monachi Sancti Albani, Chronica Majorar, vol. III..
- (LA) Peter der Zweite Graf von Savoyen, Markgraf in Italien, sein Haus und seine Lande..
- (LA) Stephani Baluzii Miscellaneorum, Liber I..

### Letteratura storiografica
- Edward Armstrong, "L'Italia al tempo di Dante", cap. VI, vol. VI (Declino dell'impero e del papato e sviluppo degli stati nazionali) della Storia del Mondo Medievale, 1999, pp. 234–296.
- (FR) Lobineau, G. A. (1707) Histoire de Bretagne (Paris), Tome I..
- (FR) Histoire généalogique des ducs de Bourgogne de la maison de France..